# Donald Coleman
Donald Coleman est un homme politique gallois né le 19 septembre 1925 à Barry et mort le 14 janvier 1991. Il est député à la Chambre des communes de 1964 à sa mort.

## Biographie

### Origines
Donald Coleman naît le 19 septembre 1925 à Barry. Son père, Albert Archer Coleman, est un mineur qui connaît de longues périodes de chômage pendant l'entre-deux-guerres, une expérience qui marque durablement son fils. Le jeune Coleman est scolarisé à la Cadoxton Boys School, puis au Barry and Cardiff Technical College. Il fait tardivement des études supérieures au University College of Wales de Swansea entre 1950 et 1954. Il trouve ensuite un emploi comme métallurgiste chez la Steel Company of Wales (en) à Port Talbot.

### Carrière politique
Coleman adhère au Parti travailliste en 1948 et au Parti coopératif en 1955. Il est candidat lors des élections locales de 1960 pour un siège au conseil de borough de Swansea, mais il n'est pas élu. Contre toute attente, il est sélectionné comme candidat travailliste pour la circonscription de Neath aux élections générales de 1964. Il remporte sans difficulté ce bastion travailliste, qu'il représente jusqu'à sa mort.
Durant son quart de siècle au Parlement, Coleman occupe une série de fonctions sous les gouvernements de Harold Wilson et James Callaghan. Il se situe plutôt à la droite du Parti travailliste, comme le reflète son soutien à Peter Shore lors de l'élection du successeur de Michael Foot à la tête du parti en 1983. Il est fait commandeur de l'ordre de l'Empire britannique en 1979.

### Vie privée
Donald Coleman est marié à deux reprises. Il a un fils de sa première épouse Phyllis Eileen Williams (morte en 1963) et une fille de sa deuxième épouse Margaret Elizabeth Morgan.
Il annonce en 1990 qu'il ne compte pas se représenter lors des élections de 1992 afin de pouvoir se consacrer à d'autres passions, notamment le chant . Il meurt inopinément avant cette date, le 14 juin 1991. Son successeur désigné, Peter Hain, remporte l'élection partielle (en) organisée à la suite de son décès.